# Hildenbrandia
 Hildenbrandia – rodzaj morskich krasnorostów.

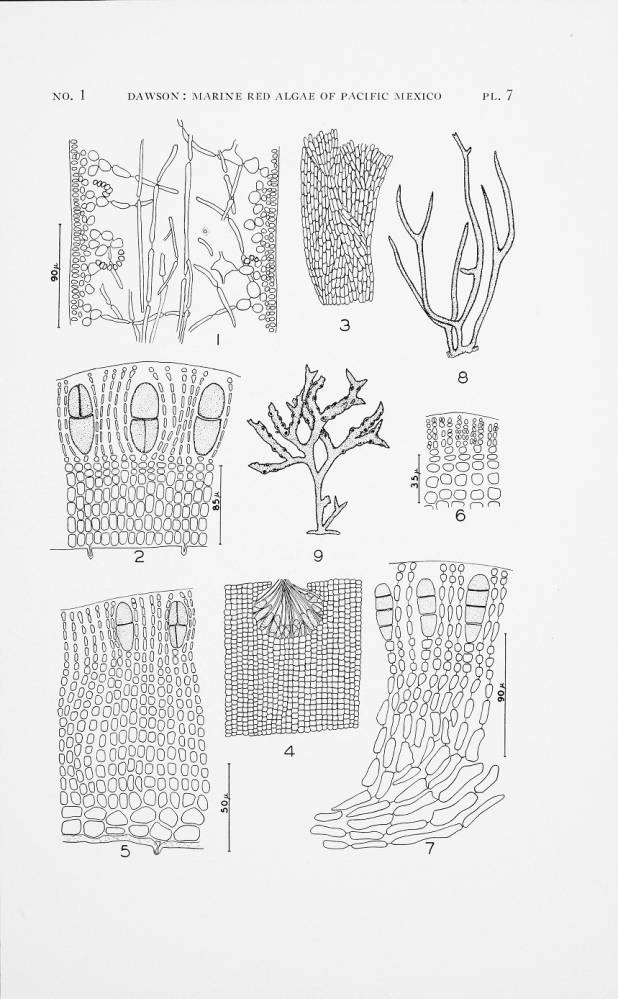
Ilustracje różnych krasnorostów. Na rys. 4 przekrój przez plechę hildenbrandii z konceptaklum (Elmer Yale Dawson, 1953, Marine red algae of Pacific Mexico. Part 1. Bangiales to Corallinaceae subf. Corallinoidae angielski)

## Budowa
Plecha w postaci płaskiej skorupy ściśle przylegającej do skalnego podłoża, co sprawia, że wygląda jak nalot. Rozrasta się promieniście, przybierając okrągławy, plackowaty kształt. Zbudowana z komórek ułożonych w ciasno ze sobą zrośniętych pionowych rzędach, słabo rozgałęziających się. Do podłoża przylega dolna warstwa plechy, nie tworząc chwytników. Górna warstwa plechy gładka, czasem tworzy poziome warstwy. Komórki walcowate o średnicy z reguły około 5 µm. Zawierają po jednym chloroplaście. Na powierzchni plechy rozrzucone sferyczne lub walcowate konceptakle z otworem szerokim lub w formie ostioli. W ich wnętrzu znajdują się zarodnie typu tetrasporangium. Jedną z cech diagnostycznych rodzaju jest występowanie w nich bruzd.
Przedstawiciele rodzaju charakteryzują się niedużą zmiennością morfologiczną i trudno ich odróżnić od kopalnych przodków sprzed od ok. 800 mln lat. 

## Biologia i ekologia
Przedstawiciele są epilitami. Po wyodrębnieniu rodzaju Riverina wszystkie pozostałe gatunki zamieszkują wody morskie. Spośród krasnorostów ich rodzina wyróżnia się brakiem potwierdzonego rozmnażania płciowego, choć istnieją podejrzenia jego pozostałości. Nieznane jest stadium karposporofitu, a zarodniki przypuszczalnie powstają bez mejozy, czyli na drodze apomejozy. Przedstawiciele rodzaju mogą wchodzić w symbiotyczne związki z grzybami.

## Nazwa
Nazwę rodzajową dla znalezionych u wybrzeży Wenecji glonów w postaci Hildbrandtia ukuł w 1834 Giovan Domenico Nardo, upamiętniając nią wiedeńskiego doktora medycyny i botaniki Hildbrandta (cui nomen venit a clarissimo doctore Hildbrandt Vindobonensi, clinico illustri, ac Botanico peritissimo). Najprawdopodobniej chodzi o Franza Xavera Edlera von Hildenbranda (1789—1849). Stąd w literaturze w zasadzie od samego początku używano nazwy w wersjach Hildebrandtia, Hildenbrandia, Hildenbrandtia i Hildenbrantia. Brzmienie Hildenbrandia zostało zaproponowane w 1840 przez Giovanniego Zanardiniego i z czasem, zwłaszcza od lat 50. XX w. stało się dominujące (po zidentyfikowaniu osoby upamiętnionej tą nazwą). W polskiej wersji nazwy również czasem dodawane jest „t”, ale w oficjalnych dokumentach nawet, gdy użyta jest nazwa naukowa Hildenbrandtia, z reguły polski odpowiednik brzmi „hildenbrandia”.

## Systematyka
Jako gatunek typowy zgodnie z ujęciem Nardo podawana jest Hildenbrandia prototypus, przy czym jest to takson o wątpliwym statusie, prawdopodobnie synonim dla Hildenbrandia rubra.
W szerokim ujęciu hildenbrandia jest jedynym współczesnym rodzajem rodziny  Hildenbrandiaceae, co czyni ją taksonem monotypowym. Również kolejne taksony wyższego rzędu do poziomu podklasy Hildenbrandiophyceae są monotypowe. W związku z tym w kladystycznych systemach klasyfikacyjnych rodzina Hildenbrandiaceae jest kladem odrębnym od innych kladów o randze podklasy, wraz z nimi wyrastając z węzła Florideophycidae. 
Współczesne ujęcia przychylają się do tezy, że rodzaj ma charakter parafiletyczny, a w jej kladzie da się wyróżnić rodzaje Riverina i Apophlaea. Pozycja skamieniałości Litothallus ganovex, która prawdopodobnie była słodkowodnym przedstawicielem rzędu Hildenbrandiales, jest niepewna. Do rodzaju Riverina przeniesiono wszystkie współczesne gatunki słodkowodne niegdyś zaliczane do rodzaju hildenbrandia, w tym hildenbrandię rzeczną (Riverina rivularis, dawniej Hildenbrandia rivularis). Przyjmuje się, że przedstawiciele tego rodzaju wyewoluowali z paleozoicznego przedstawiciela hildenbrandii. Podobny jest filogenetyczny status Apophlea, którą charakteryzuje obligatoryjna symbioza z grzybem.
W przeszłości opisywano wiele gatunków, a także pokrewne rodzaje. Większość z czasem zsynonimizowano, najczęściej uznając za przedstawicieli Hildenbrandia rubra. Z kolei inne wyróżniane na podstawie budowy okazały się polifiletyczne. W systemie AlgaeBase w połowie 2025 r. (po wydzieleniu rodzaju Riverina) wyróżniano następujące gatunki:
- Hildenbrandia ardreae(inne języki) Pedroche, 2024
- Hildenbrandia arracana(inne języki) Zeller, 1873
- Hildenbrandia crouaniorum(inne języki) J.Agardh, 1851
- Hildenbrandia expansa(inne języki) Dickie, 1874
- Hildenbrandia galapagensis(inne języki) Setchell & N.L.Gardner, 1937
- Hildenbrandia occidentalis(inne języki) Setchell, 1917
- Hildenbrandia kerguelensis(inne języki) (Askenasy) Y.M.Chamberlain, 1962
- Hildenbrandia lecannellieri(inne języki) Hariot, 1887
- Hildenbrandia patula(inne języki) H.B.S.Womersley, 1996
- Hildenbrandia rubra(inne języki) (Sommerfelt) Meneghini, 1841
- Hildenbrandia sanjuanensis(inne języki) Hollenberg, 1970